# Sybille Hein

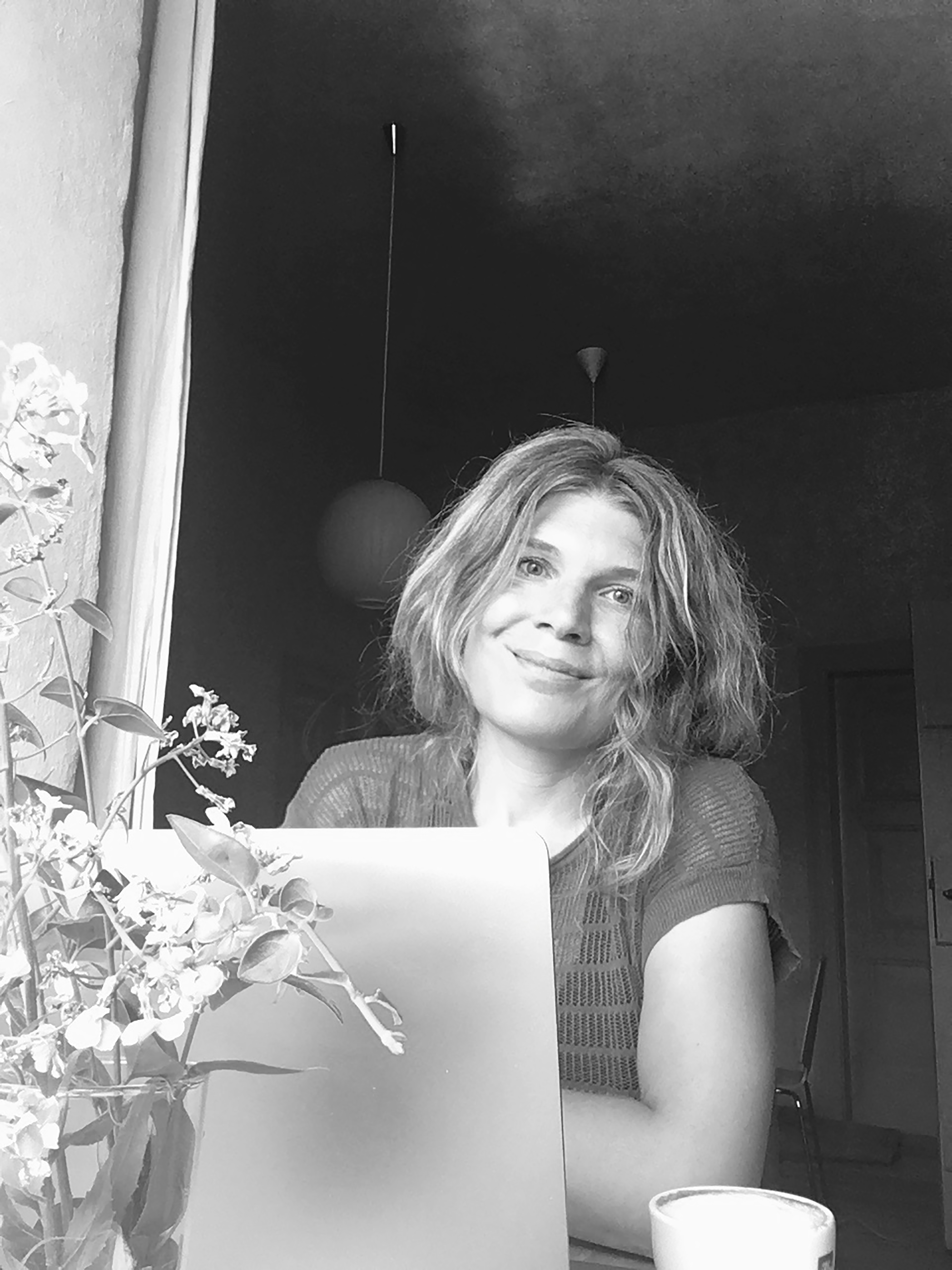
Sybille Hein (2022)

Sybille Hein (* 2. September 1970 in Wolfenbüttel, Niedersachsen) ist eine deutsche Autorin, Illustratorin und Kabarettistin.

## Leben
Sybille Hein studierte Germanistik und Philosophie an der Universität Göttingen und anschließend Illustration an der Fachhochschule Hamburg.
In Berlin gründete sie 1999 mit anderen Illustratoren (u. a. Aljoscha Blau, Rinah Lang, Katharina Großmann-Hensel) das Atelier Gute Gründe. Sie zeichnete für deutschsprachige Verlage Bücher für Autoren, darunter Cornelia Funke, Amelie Fried oder Maxim Biller. Im Jahr 2006 illustrierte sie die erste Kinderedition der Wochenzeitschrift Die Zeit.
Sybille Hein schrieb zudem Kabarettprogramme (Gott, ich und mich!, Bis einer weint). Sie tourte von 2000 bis 2010 als Sybille & der kleine Wahnsinnige über deutsche Kabarettbühnen, zusammen mit Pianist Falk Effenberger. Bei mehreren Programmen führte Edda Schnittgard (ehemals Queen Bee) Regie. Sie gewannen den Stuttgarter Besen, den Reinheimer Satirelöwen und den Leipziger Cabinet-Preis.
Hein veröffentlichte als Autorin zahlreiche Kinderbücher, Hörspiele, Liedtexte, sowie zwei Romane für Erwachsene. 

## Werke

### Romane
- Eure Leben- lebt sie alle, dtv Verlag, 2022[2]
- Vorwärts – Rückwärts, Random House, 2017

### Kinderbücher (Text und Illustration, Auswahl)
- Grosse sind Schisser!, Hanser Verlag, 2025
- Freiheit, Fischer Sauerländer Verlag, 2024
- Luca und Ludmilla, Hanser Verlag, 2019
- Prinz Bummelletzter Hanser Verlag, 2017
- Das Streiche, Strolche, Quatsch-Buch, Beltz & Gelberg, 2015
- Fips, der kleine Nasenbär, Beltz & Gelberg, 2014
- Fritzi Mauseohr (6 Bände), Bloomsbury Verlag, 2012–2014
- Prinzessin Knöpfchen und Prinz Schleimi – Ein Abenteuer-Musical, Carlsen Verlag, 2010
- Prinzessin Knöpfchen – Ein Abenteuer-Musical, Carlsen Verlag, 2008
- Wenn Riesen niesen, Carlsen Verlag, 2006
- Rutti Berg, die Bäuerin, wär so gerne Königin, Bajazzo Verlag, 2004

### Kinderbücher (Illustration, Auswahl)
- Wir sind (die)Weltklasse (Band 1 und 2),  Tanya Lieske, Hanser Verlag, 2023 und 2024
- Kori, Kora, Korinthe, James Krüss, Verlag Friedrich Oetinger, 2021
- Cornelia Funke erzählt, Cornelia Funke, Loewe Verlag, 2015
- Halli Hallo Halunken, die Fische sind ertrunken – Das große Familien-Liederbuch, Beltz & Gelberg, 2009
- Haus der kleinen Forscher – Experimentierbuch für Kinder, Text: Joachim Hecker, Rowohlt Verlag, 2007
- Ich liebe Dich wie Apfelmus – Anthologie von Kindergeschichten, Hrsg.: Amelie Fried, cbj-Verlag, 2006
- „Die Zeit“ – Kinder-Edition 2006, Hrsg.: Susanne Gaschke, Titel-Illustration: Sybille Hein, Zeitverlag Gerd Bucerius, 2006
- Adas größter Wunsch, Text: Maxim Biller, Bloomsbury Verlag, 2005
- Sultan und Kotzbrocken, Text: Claudia Schreiber, Carl Hanser Verlag, 2004
- Kleider machen Leute, Text: Gottfried Keller, Kindermann Verlag Berlin, 2004
- Die allerbeste Prinzessin, Text: Ursula Poznanski, Dachs Verlag, 2004
- Die Glücksfee, Text: Cornelia Funke, Fischer Schatzinsel Verlag, 2003

### Trickfilm
- Trickfilme für Sendung mit dem Elefanten, WDR, 2020–2023

## Ehrungen und Auszeichnungen
- 2012 Leopold Medienpreis, für Kinderlieder zum Abenteuer-Musical Prinzessin Knöpfchen (Carlsen Verlag)
- 2009 Stiftung Buchkunst Die schönsten Bücher 2009 für das Liederbuch Halli, Hallo Halunken
- 2006 Stiftung Buchkunst Die schönsten Bücher 2006 für Wenn Riesen niesen
- 2005 Österreichischer Kinder- und Jugendbuchpreis für Ein Märchen ist ein Märchen ist ein Märchen
- 2005 Kinderbuchpreis der Stadt Wien für Die allerbeste Prinzessin
- 2005 Stiftung Buchkunst Die schönsten Bücher 2005 für Der Himmel soll warten
- 2004 Die besten 7 Bücher für junge Leser im März und April 2004 für Sultan und Kotzbrocken, vergeben von Deutschlandradio und Focus im Fernsehen
- 2003 Cabinet-Preis der Stadt Leipzig für das Kabarett-Programm Sybille und der kleine Wahnsinnige
- 2002 Reinheimer Satirelöwe für das Kabarett-Programm Sybille und der kleine Wahnsinnige[3]